# Phiona Mutesi

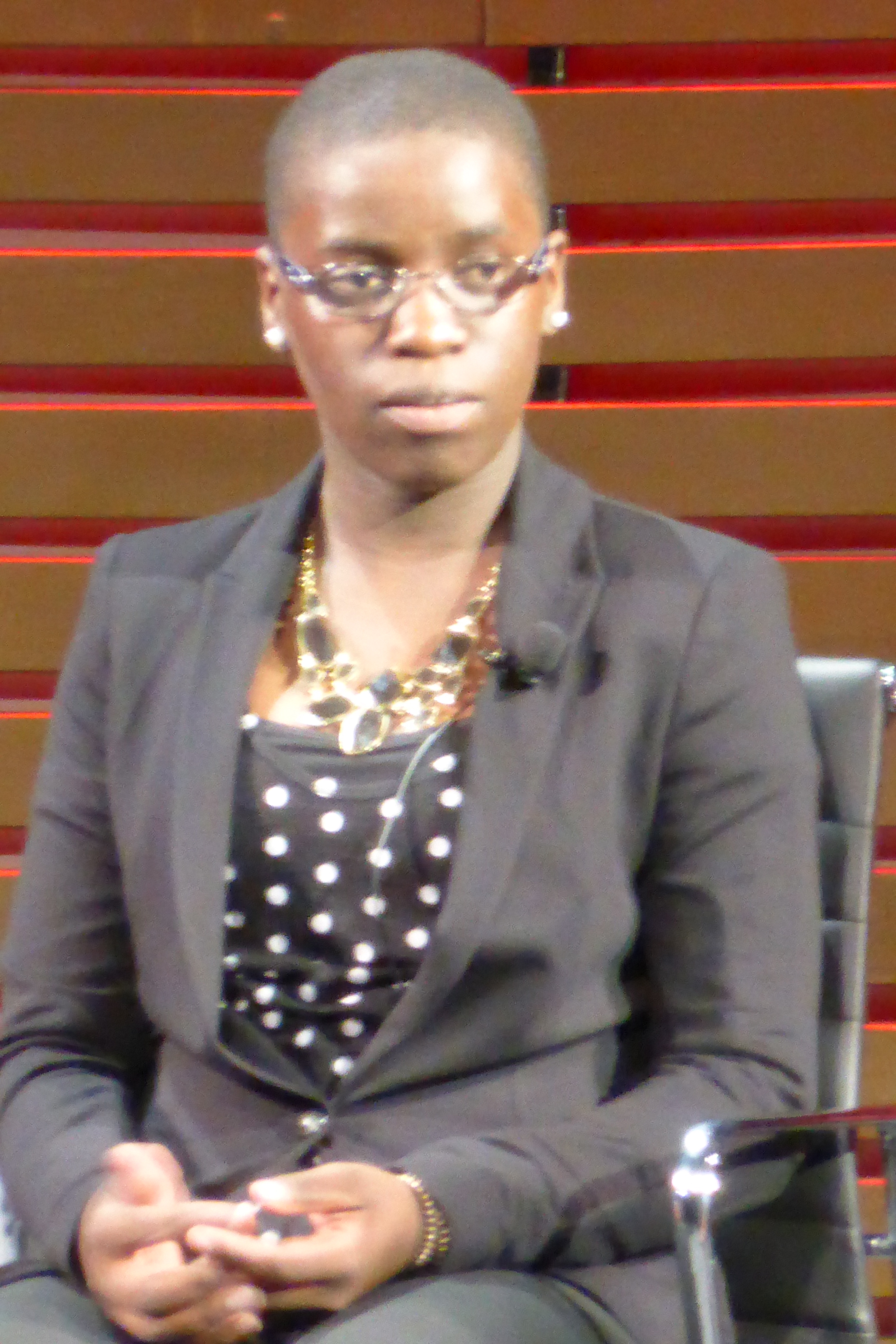
Phiona Mutesi (2013)

Phiona Mutesi (* 1996) ist eine ugandische Schachspielerin.

## Leben
Phiona Mutesi wuchs in Katwe, einem Slum am Rande der ugandischen Hauptstadt Kampala auf. Als sie drei Jahre alt war, starb ihr Vater an AIDS, kurz darauf ihre ältere Schwester Julia an einer unbekannten Ursache. Ihre Mutter konnte das Geld für die Schule nicht aufbringen, daher konnte sie weder lesen noch schreiben.

## Karriere
An einem Tag im Jahr 2005, als Phiona etwa neun Jahre alt war, lief sie durch die Straßen des Slums und bettelte nach etwas Essbarem. Hierbei traf sie auf Robert Katende, einen damals 28-jährigen Missionar und Schachlehrer, der für das US Charity Sports Outreach Institute arbeitete. Dieser machte ihr das Angebot, sie werde etwas zu essen bekommen, wenn sie sich bereit erklärt, von ihm eine Schachlektion zu erhalten. Phiona stimmte zu und erhielt die versprochene Schale Posho, einen Getreidebrei. Von diesem Tag an lief Phiona jeden Tag die 6,5 Kilometer Entfernung von ihrer Hütte bis zu Katendes Kirche, wo der Geistliche Slumkinder mit einer warmen Mahlzeit versorgte und vielen von ihnen das Schachspielen beibrachte. Es gab dort gerade einmal sieben Schachbretter, und manche der fehlenden Figuren mussten durch Gegenstände ersetzt werden, die sie im Müll fanden. Katende erkannte schnell Phionas enormes Talent und begann, sie gezielt zu fördern.

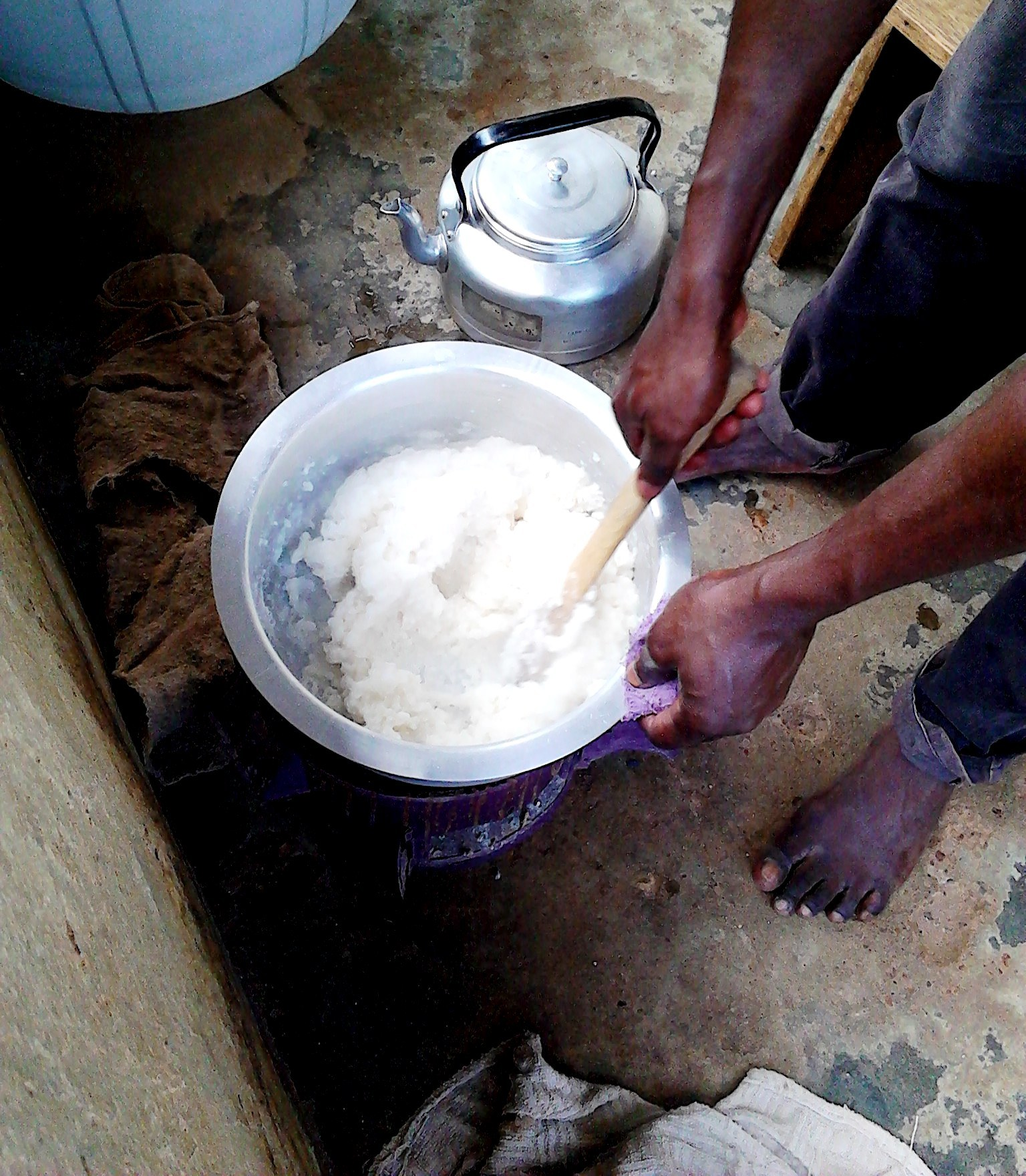
Eine Schale Posho war für Phiona der Anreiz, mit dem Schachspielen zu beginnen

Mit elf Jahren konnte Phiona erstmals die Juniorenmeisterschaften ihres Landes für sich entscheiden und gewann diesen Titel in den folgenden Jahren zwei weitere Male. Im Alter von 15 Jahren wurde sie nationale Meisterin von Uganda und nahm auch an internationalen Wettbewerben teil. An der Schacholympiade nahm sie erstmals  2010 im russischen  Chanty-Mansijsk teil.  Sie spielte dort am zweiten Brett der ugandischen Frauennationalmannschaft. Sie war in ihrem Team die einzige Spielerin, die nicht berufstätig war oder studierte. Von dem gewonnenen Preisgeld in Höhe von 130 Pfund zahlte sie ihr Schulgeld und leistete sich eine Haarverlängerung. Den Rest bot sie Katende an, der dies jedoch ablehnte und sie überzeugte, davon vier Matratzen und ein Vieretagenbett zu kaufen, damit Phiona und ihre Familie nicht weiterhin auf zerschlissenen Matratzen auf dem Boden schlafen mussten.
Bei den Schacholympiaden 2012 in Istanbul, 2014 in Tromsø, 2016 in Baku und 2018 in Batumi gehörte sie ebenfalls zur ugandischen Frauenauswahl. In Istanbul erreichte sie 50 % (4,5 Punkte aus 9 Partien), so dass ihr der Titel eines Candidate Master der Frauen (Woman Candidate Master) verliehen wurde.
Phiona sagte ihrem Biografen Tim Crothers später rückblickend auf ihre Karriere als Schach-Profi: „Am Anfang war Schach für mich nur eine Schale Haferbrei.“ Schach habe ihr letztlich aber auch die Möglichkeit gegeben, wieder zur Schule zu gehen. Phiona hat inzwischen nicht nur Lesen und Schreiben gelernt, sondern auch Englisch. Ihr nächstes Ziel ist es, zu studieren und Ärztin zu werden. Für ihren Förderer Robert Katende ist der Erfolg seiner begabten Schülerin eine Bestätigung seines Projekts: „Schach lehrt dich, Situationen zu bewerten, Entscheidungen zu treffen, Probleme zu lösen, jede Herausforderung als Chance zu sehen – und nach Möglichkeit nicht aufzugeben. Die Disziplin, die Geduld ... alles, was mit dem Leben zu tun hat, kann man in diesem Spiel finden.“ Nach ihrem Schulabschluss plant Mutesi Schachgroßmeisterin zu werden.

## Rezeption
Der US-amerikanische Autor und Sportjournalist Tim Crothers war von Phionas Leben so beeindruckt, dass er neben einem Artikel in der Zeitschrift ESPN auch das Buch Das Schachmädchen – Der erstaunliche Weg der Phiona Mutesi (Originaltitel The Queen of Katwe), das von ihrer Kindheit und ihrer unerwarteten Karriere berichtet, veröffentlichte.
2011 drehte und veröffentlichte der Kameramann Keith Furr den Kurzfilm The Queen of Katwe – A Short Documentary about Phiona Mutesi. Bei den Dreharbeiten wurde er von Tim Crothers und David Johnson begleitet.
Die indische Regisseurin Mira Nair porträtierte Phiona Mutesi in der Filmbiografie Queen of Katwe. Der Film basiert auf dem Buch von Crothers und feierte im Rahmen des Toronto International Film Festivals 2016 seine Weltpremiere. Der Film kam am 23. September 2016 in die US-amerikanischen Kinos.